# Raid (odpuzovač hmyzu)
Raid je mezinárodní značka výrobků pro odpuzování nebo likvidaci hmyzu. Prodávají se ve formě elektrických odpařovačů nebo sprejů vyráběných americkou společností SC Johnson od roku 1956.